# بيلة يوزينية
هو وجود غير طبيعي للخلايا الحمضية في البول. ويمكن قياسها عن طريق التحري عن مستوى البروتين الحمضي الموجب.
ويمكن أن تترافق مع مجموعة واسعة ومختلفة من الأعراض، بما في ذلك:
- عدوى الجهاز البولي.[بحاجة لمصدر]
- اضطرابات الكلى مثل التهاب الكلية الخلالي.[2]
- متلازمة شيرغ ستراوس.[3]
- القصور الكلوي الحاد.

## وصلات خارجية
- الارتباطات السريرية للبيلة اليوزينية (باللغة الإنجليزية).